# Archidiecezja Baltimore
Archidiecezja Baltimore (łac. Archidioecesis Baltimorensis, ang. Archdiocese of Baltimore) – rzymskokatolicka archidiecezja ze stolicą w Baltimore, w stanie Maryland, w Stanach Zjednoczonych. Obejmuje ona miasto Baltimore, oraz hrabstwa stanu Maryland: Allegany, Anne Arundel, Baltimore, Carroll, Frederick, Garrett, Harford, Howard i Washington.
Arcybiskup Baltimore jest również metropolitą Baltimore. Sufraganiami metropolii są diecezje: Arlington, Richmond, Wheeling-Charleston, Wilmington. Metropolia obejmuje w całości stany Delaware, Wirginia, Wirginia Zachodnia oraz część stanu Maryland.
Od 15 sierpnia 1859 arcybiskupi Baltimore posiadają pierwszeństwo wśród biskupów Stanów Zjednoczonych. Często określani są też tytułem prymasa Stanów Zjednoczonych, który jest tylko honorowy i nie ma statusu oficjalnego.

## Historia
26 listopada 1784 powstała prefektura apostolska Stanów Zjednoczonych Ameryki, której stolica usytuowana była w Baltimore. Była ona pierwszą jednostką administracyjną Kościoła katolickiego w Stanach Zjednoczonych. Wcześniej tereny prefektury podlegały diecezji Quebecu.
6 listopada 1789 prefektura została podniesiona do rangi diecezji i przyjęła nazwę diecezja Baltimore.
8 kwietnia 1808 na części terytorium biskupstwa powstały cztery nowe diecezje: bostońska (obecnie archidiecezja),  Bardstown, Nowy Jork (obecnie archidiecezja) oraz filadelfijska (obecnie archidiecezja). Tego samego dnia diecezję Baltimore podniesiono do rangi archidiecezji.
11 lipca 1820 odłączyły się diecezje: Charleston i Richmond. Na rzecz tej drugiej arcybiskupstwo Baltimore straciło jeszcze część terytorium 15 sierpnia 1858. 3 marca 1868 powstała diecezja Wilmington.
22 lipca 1939 arcybiskupstwo połączono z archidiecezją waszyngtońską. Powstała tym samym archidiecezja Baltimore-Waszyngton. Unia ta trwała do 15 listopada 1947.

## Główne świątynie
- Katedra – Archikatedra Maryi Królowej w Baltimore
- Konkatedra – Bazylika Wniebowzięcia Najświętszej Maryi Panny w Baltimore
- Bazylika mniejsza – Bazylika św. Elżbiety Anny Seton w Emmitsburgu

## Arcybiskupi Baltimore
- John Carroll (9 czerwca 1784 – 3 grudnia 1815 †)
- Leonard Neale SJ (3 grudnia 1815 – 18 czerwca 1817 †)
- Ambrose Maréchal PSS (14 lipca 1817 – 29 stycznia 1828 †)
- James Whitfield (29 stycznia 1828- 19 października 1834 †)
- Samuel Eccleston PSS (19 października 1834 – 22 kwietnia 1851 †)
- Francis Patrick Kenrick (19 sierpnia 1851 – 8 lipca 1863 †)
- Martin John Spalding (3 maja 1864 – 7 lutego 1872 †)
- James Roosevelt Bayley (30 lipca 1872 – 3 października 1877 †)
- kard. James Gibbons (3 października 1877 – 24 marca 1921 †)
- Michael Joseph Curley (10 sierpnia 1921 – 16 maja 1947 †) od 1939 arcybiskup Baltimore-Waszyngton
- Francis Patrick Keough (29 listopada 1947 – 8 grudnia 1961 †)
- kard. Lawrence Shehan (8 grudnia 1961 – 2 kwietnia 1974)
- William Borders (25 marca 1974 – 6 kwietnia 1989)
- kard. William Keeler (11 kwietnia 1989 – 12 lipca 2007)
- Edwin O’Brien (12 lipca 2007 – 29 sierpnia 2011)
- William Lori (od 20 marca 2012)